# Besselova funkce
Besselovy funkce jsou řešení Besselovy rovnice
{\displaystyle z^{2}{\frac {\mathrm {d} ^{2}w(z)}{\mathrm {d} z^{2}}}+z{\frac {\mathrm {d} w(z)}{\mathrm {d} z}}+(z^{2}-\nu ^{2})w(z)=0}
pro libovolné reálné číslo {\displaystyle \nu }, které je označováno jako řád Besselovy funkce. Funkce jsou pojmenovány na počest německého matematika a fyzika Friedricha Wilhelma Bessela, který je poprvé popsal.

## Cylindrické funkce
Cylindrickou funkcí se nazývá libovolné řešení Besselovy rovnice

### Besselova funkce
Není-li {\displaystyle \nu } celé číslo, pak lze obecné řešení Besselovy rovnice zapsat jako
{\displaystyle w(z)=c_{1}J_{\nu }(z)+c_{2}J_{-\nu }(z)},
kde {\displaystyle J_{\nu }(z)} a {\displaystyle J_{-\nu }(z)} jsou lineárně nezávislé Besselovy funkce a {\displaystyle c_{1},c_{2}} jsou libovolné konstanty.
Besselovy funkce bývají také nazývány Besselovými funkcemi prvního druhu.
Besselova funkce řádu {\displaystyle \nu } je definována vztahem
{\displaystyle J_{\nu }(z)={\left({\frac {z}{2}}\right)}^{\nu }\sum _{k=0}^{\infty }{\frac {{(-1)}^{k}}{{k!}\Gamma (\nu +k+1)}}{\left({\frac {z}{2}}\right)}^{2k}},
kde {\displaystyle \Gamma (x)} je gama funkce.
Je-li {\displaystyle \nu =n} celé číslo, pak platí
{\displaystyle J_{-n}(z)={(-1)}^{n}J_{n}(z)},
výše uvedená řešení tedy nejsou v tomto případě nezávislá.
Pro {\displaystyle n=0,1,2,...} lze Besselovu funkci vyjádřit v integrálním tvaru
{\displaystyle J_{n}(z)={\frac {1}{\pi }}\int _{0}^{\pi }\cos(z\sin \theta -n\theta )\mathrm {d} \theta }
Platí následující rekurentní vztahy
{\displaystyle 2\nu J_{\nu }(z)=zJ_{\nu -1}(z)+zJ_{\nu +1}(z)}
{\displaystyle 2J_{\nu }^{\prime }(z)=J_{\nu -1}(z)-J_{\nu +1}(z)}
{\displaystyle zJ_{\nu }^{\prime }(z)=\nu J_{\nu }(z)-zJ_{\nu +1}(z)}
{\displaystyle zJ_{\nu }^{\prime }(z)=-\nu J_{\nu }(z)+zJ_{\nu -1}(z)}

### Neumannova funkce
Je-li {\displaystyle \nu =n} celé číslo, pak {\displaystyle J_{n}(z)} a {\displaystyle J_{-n}(z)} nejsou lineárně nezávislé. V takovém případě má obecný integrál tvar
{\displaystyle w(z)=c_{1}J_{n}(z)+c_{2}N_{n}(z)},
kde {\displaystyle N_{n}(z)} je tzv. Neumannova funkce (někdy též Weberova funkce), které jsou také řešením Besselovy rovnice.
Pro Neumannovy funkce se používá označení Besselovy funkce druhého druhu.
Neumannovy funkce jsou pro celočíselná {\displaystyle \nu =n} definovány vztahem
{\displaystyle N_{n}(z)=\lim _{\nu \to n}{\frac {J_{\nu }(z)\cos \nu \pi -J_{-\nu }(z)}{\sin \nu \pi }}}
Pro {\displaystyle \nu } různé od celého čísla je pak Neumannova funkce definována vztahem
{\displaystyle N_{\nu }(z)={\frac {J_{\nu }(z)\cos \nu \pi -J_{-\nu }(z)}{\sin \nu \pi }}}
Je-li {\displaystyle \nu =n} celé číslo, pak platí
{\displaystyle N_{-n}(z)={(-1)}^{n}N_{n}(z)}
Mezi Besselovými a Neumannovými funkcemi platí vztah
{\displaystyle J_{\nu }(z)N_{\nu +1}(z)-J_{\nu +1}(z)N_{\nu }(z)=-{\frac {2}{\pi z}}}
Platí následující rekurentní vztahy
{\displaystyle 2\nu N_{\nu }(z)=zN_{\nu -1}(z)+zN_{\nu +1}(z)}
{\displaystyle 2N_{\nu }^{\prime }(z)=N_{\nu -1}(z)-N_{\nu +1}(z)}
{\displaystyle zN_{\nu }^{\prime }(z)=\nu N_{\nu }(z)-zN_{\nu +1}(z)}
{\displaystyle zN_{\nu }^{\prime }(z)=-\nu N_{\nu }(z)+zN_{\nu -1}(z)}

### Hankelova funkce
Důležitými cylindrickými funkcemi jsou tzv. Hankelovy funkce {\displaystyle H_{\nu }^{(1)}(z)} a {\displaystyle H_{\nu }^{(2)}(z)}, které jsou definovány jako
{\displaystyle H_{\nu }^{(1)}(z)=J_{\nu }(z)+\mathrm {i} N_{\nu }(z)}
{\displaystyle H_{\nu }^{(2)}(z)=J_{\nu }(z)-\mathrm {i} N_{\nu }(z)}
Hankelova funkce bývá také označována jako Besselova funkce třetího druhu.

## Sférické cylindrické funkce
Sférickou cylindrickou funkcí nazveme každé řešení rovnice
{\displaystyle z^{2}{\frac {\mathrm {d} ^{2}w(z)}{\mathrm {d} z^{2}}}+2z{\frac {\mathrm {d} w(z)}{\mathrm {d} z}}+\left[z^{2}-l(l+1)\right]w(z)=0}
pro celá nezáporná {\displaystyle l}.
Za dvě nezávislá řešení lze zvolit sférickou Besselovu funkci
{\displaystyle j_{l}(z)={\sqrt {\frac {\pi }{2z}}}J_{l+{\frac {1}{2}}}(z)}
a sférickou Neumannovu funkci
{\displaystyle n_{l}(z)={\sqrt {\frac {\pi }{2z}}}N_{l+{\frac {1}{2}}}(z)={(-1)}^{l+1}{\sqrt {\frac {\pi }{2z}}}J_{-l-{\frac {1}{2}}}(z)},
kde {\displaystyle J_{n}} jsou Besselovy funkce a {\displaystyle N_{n}} jsou Neumannovy funkce.
Mezi sférickými Besselovými a sférickými Neumannovými funkcemi platí vztah
{\displaystyle j_{l}(z)n_{l+1}(z)-j_{l+1}(z)n_{l}(z)=-z^{-2}}
Jinou dvojicí nezávislých řešení jsou sférické Hankelovy funkce
{\displaystyle h_{l}^{(1)}(z)=j_{l}(z)+\mathrm {i} n_{l}(z)}
{\displaystyle h_{l}^{(2)}(z)=j_{l}(z)-\mathrm {i} n_{l}(z)}
Sférické cylindrické funkce lze vyjádřit následujícími vztahy
{\displaystyle j_{l}(z)={(-z)}^{l}{\left({\frac {\mathrm {d} }{z\mathrm {d} z}}\right)}^{l}{\frac {\sin z}{z}}}
{\displaystyle n_{l}(z)=-{(-z)}^{l}{\left({\frac {\mathrm {d} }{z\mathrm {d} z}}\right)}^{l}{\frac {\cos z}{z}}}
{\displaystyle h_{l}^{(1)}(z)=-\mathrm {i} {(-z)}^{l}{\left({\frac {\mathrm {d} }{z\mathrm {d} z}}\right)}^{l}{\frac {\mathrm {e} ^{\mathrm {i} z}}{z}}}
Lze ukázat, že platí
{\displaystyle j_{l}(-z)={(-1)}^{l}j_{l}(z)}
{\displaystyle n_{l}(-z)={(-1)}^{l+1}n_{l}(z)}
{\displaystyle h_{l}^{(1)}(-z)={(-1)}^{l}h_{l}^{(2)}(z)}
{\displaystyle h_{l}^{(2)}(-z)={(-1)}^{l}h_{l}^{(1)}(z)}

## Modifikovaná Besselova funkce
Modifikované Besselovy funkce jsou řešením modifikované Besselovy rovnice
{\displaystyle z^{2}{\frac {\mathrm {d} ^{2}w(z)}{\mathrm {d} z^{2}}}+z{\frac {\mathrm {d} w(z)}{\mathrm {d} z}}-(z^{2}+\nu ^{2})w(z)=0}

### Modifikovaná Besselova funkce prvního druhu
Není-li {\displaystyle \nu } celé číslo, pak má řešení modifikované Besselovy rovnice tvar
{\displaystyle w(z)=c_{1}I_{\nu }(z)+c_{2}I_{-\nu }(z)},
kde {\displaystyle I_{\nu }(z)} je modifikovaná Besselova funkce prvního druhu, která je definována vztahem
{\displaystyle I_{\nu }(z)={\left({\frac {z}{2}}\right)}^{\nu }\sum _{k=0}^{\infty }{\frac {1}{{K!}\Gamma (\nu +k+1)}}{\left({\frac {z}{2}}\right)}^{2k}}
Modifikovanou Besselovu funkci lze vyjádřit pomocí Besselovy funkce jako
{\displaystyle I_{\nu }(z)=\mathrm {i} ^{-\nu }J_{\nu }(\mathrm {i} z)}

### Modifikovaná Besselova funkce druhého druhu
Pro celá {\displaystyle \nu =n} platí
{\displaystyle I_{-n}(z)=I_{n}(z)}
Pro celá {\displaystyle n} tedy nejsou {\displaystyle I_{n}(z)} a {\displaystyle I_{-n}(z)} lineárně nezávislé funkce a obecné řešení modifikované Besselovy rovnice je nutné vyjádřit ve tvaru
{\displaystyle w(z)=c_{1}I_{n}(z)+c_{2}K_{n}(z)},
kde {\displaystyle K_{n}(z)} je modifikovaná Besselova funkce druhého druhu (označovaná též jako MacDonaldova funkce).
Pro necelé {\displaystyle \nu } je definováno
{\displaystyle K_{\nu }(z)={\frac {\pi }{2}}{\frac {I_{-\nu }(z)-I_{\nu }(z)}{\sin \nu \pi }}}
Pro celá {\displaystyle \nu =n} pak platí
{\displaystyle K_{n}(z)=\lim _{\nu \to n}{\frac {\pi }{2}}{\frac {I_{-\nu }(z)-I_{\nu }(z)}{\sin \nu \pi }}}

## Fresnelův ohyb světla na hraně
Důležitým příkladem použití Besselových funkcí je Fresnelův ohyb světla na hraně.

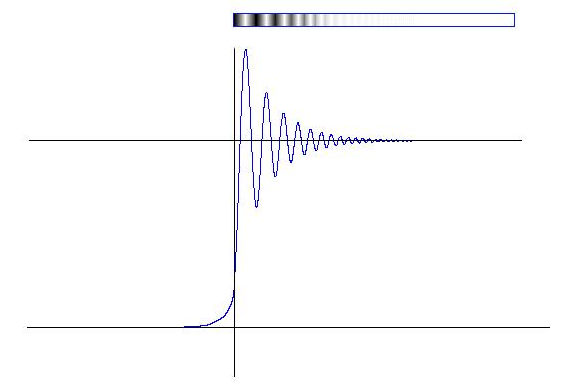
Ohyb světla na přímé hraně.
V případě osvětlení monochromatickým světlem dochází při ohybu na hraně ke vzniku ohybových proužků, které jsou rovnoběžné s přímou hranou.
V horní části je zobrazen pozorovaný jev, a ve spodní části je rozdělení intenzity světla.